# Plattwurmartige
Die Einteilung der Lebewesen in Systematiken ist kontinuierlicher Gegenstand der Forschung. So existieren neben- und nacheinander verschiedene systematische Klassifikationen. 
Das hier behandelte Taxon ist durch neue Forschungen obsolet geworden oder ist aus anderen Gründen nicht Teil der in der deutschsprachigen Wikipedia dargestellten Systematik.
Die Plattwurmartigen (Platyzoa) sind ein hypothetisches Taxon von wurmartigen, wirbellosen Tieren, das im Jahr 1998 durch den Biologen Thomas Cavalier-Smith im Rang eines Unterreichs (infrakingdom) vorgeschlagen worden ist. Sie stehen, je nach phylogenetischer Hypothese, innerhalb der Lophotrochozoen oder der Spiralia. Nach neueren phylogenomischen Daten sind die Platyzoa eine paraphyletische Zusammenfügung von basalen Gruppen und damit als Taxon nicht gerechtfertigt.

## Merkmale
Die Platyzoa besitzen keine morphologischen Autapomorphien. Es sind einfach gebaute Urmünder (Protostomia) ohne sekundäre Leibeshöhle (Coelom). Protonephridien, die einfachsten Ausscheidungsorgane, sind auch bei ausgewachsenen Tieren vorhanden. Typisch sind außerdem eine Beweglichkeit durch außen sitzende Cilien und eine direkte Entwicklung ohne Larvenstadien. Die meisten Arten der Platyzoa sind sehr klein, oft nur mit dem Mikroskop zu erkennen. Lediglich unter den Plattwürmern und den parasitischen Kratzwürmern gibt es Arten, die Längen von einem halben Meter und mehr erreichen können.

## Systematik
Folgende Gruppen wurden in die Platyzoa einbezogen: Plattwürmer (Plathelminthes), Bauchhärlinge (Gastrotricha), Kelchtiere (Entoprocta oder Kamptozoa, unter Einschluss der Cycliophora), Kiefermündchen (Gnathostomulida), Micrognathozoa und Syndermata (gemeinsame Klade aus den Rädertierchen und Kratzwürmern). 
Nach neueren Analysen der Verwandtschaftsverhältnisse anhand des Vergleichs homologer DNA-Sequenzen bilden die Platyzoa keine gemeinsame Klade. Es handelt sich vielmehr um eine Zusammenfügung der basaleren, einfach organisierten Lophotrochozoen. Ihre scheinbare Zusammengehörigkeit ergab sich vor allem aufgrund eines methodischen Artefakts, der sog.  Long-branch attraction.